# مركز أبو ظبى للسلامة والصحة المهنية
```
مركز أبوظبي للسلامة والصحة المهنية
 (أوشاد) تأسس في فبراير من العام 2010 بهدف التأكد من تطبيق نظام شامل ومتكامل لإدارة ما يتعلق 
بالسلامة والصحة المهنية
 في مواقع العمل، وكذلك الاشراف على الجوانب المتعلقة بالسلامة والصحة المهنية على مستوى إمارة 
أبو ظبي
. من مساع المركز كذلك تطوير الأدوات 
القانونية
 والتشريعية في مجالات السلامة والصحة المهنية، والتطبيق الفعال لما تتطلبه 
السلامة والصحة المهنية
، ونشر مفهوم 
السلامة والصحة المهنية
.
[
1
]
[
2
]
```

## الأولويات
- تقوية الأدوات التشريعية للسلامة والصحة المهنية.
- التطبيق الفعال للسلامة والصحة المهنية.
- نشر ثقافة السلامة والصحة المهنية.
- متابعة الالتزام بالقواعد المهنية.
- تدريب وتعزيز القدرات وتجهيز الكوادر.[3]